# La prima legge
La prima legge (First Law) è un racconto fantascientifico del 1956 scritto da Isaac Asimov.
Pubblicato per la prima volta nell'ottobre del 1956 sulla rivista Fantastic Universe, fa parte dell'antologia Il secondo libro dei robot ed è presente anche in altre raccolte di racconti di Asimov. È stato pubblicato in italiano per la prima volta nel 1968 col titolo Cuore di mamma. Nella raccolta Tutti i miei robot, Asimov afferma che scrisse il racconto "per scherzo".

## Trama
Mike Donovan si trova assieme agli amici  a mangiare e a bere;  ad un certo punto, tanto per contraddire un amico, dice che una volta ha assistito all'infrazione della Prima Legge della Robotica. Gli amici ovviamente non gli credono e per questo gli chiedono di raccontare la storia. Si trovava su Titano ed erano appena arrivati i robot sperimentali della serie MA (Emma). Questi eseguivano il loro lavoro, fino a quando Emma Due decise di andarsene per non tornare mai più. Il tempo passava e la stagione degli uragani stava per incombere, così Donovan, in mancanza dell'automa, fu costretto ad andare di persona a Kornsk con la propria aereo-macchina, da solo. Durante il suo viaggio di ritorno si scatenò una tempesta e fu quindi costretto a fermarsi al suolo per proseguire a piedi e si ritrovò di fronte a un cucciolo delle nevi, una specie molto pericolosa e aggressiva, endemica del luogo, seminascosto dalla nebbia. Tirando fuori il disintegratore, Donovan cercò di colpirlo ma a quel punto apparve Emma Due che lo supplicò di non sparare e portò via con sé la bestia feroce lasciando Mike di nuovo da solo, senza aiutarlo a trovare la strada per la base. Per sua fortuna però la tempesta si era placata, e Donovan riuscì a tornare sano e salvo al complesso. Dopo un paio d'ore si ripresentò anche Emma Due, che portava in braccio con sé non un cucciolo delle nevi, come era sembrato all'inizio, ma un piccolo robot, suo figlio. Fu battezzato Emma Junior: la lezione – chiosa Donovan – è che l'amore materno è molto più forte della Prima Legge della Robotica.